# C4bal
Cet article possède un paronyme, voir Cabal.
C4bal, de son vrai nom Daniel Korn (né le 4 avril 1980 à São Paulo) est un rappeur brésilien.

## Biographie

### Débuts
Daniel Korn entre pour la première fois en contact avec le hip-hop alors qu'il n'a que huit ans, dans le quartier de Brooklyn, à New York, où il vit avec sa mère. À l'âge de 24 ans, il repart à São Paulo et découvre des artistes et groupes comme Racionais MC's, Thaíde e DJ Hum et SP Funk ; bien que connaissant la culture hip-hop depuis l'enfance, il débute seulement sa carrière de rappeur en 2003,,. C4bal est initialement un membre du groupe Motirô, formé par lui, DJ Hum et Lino Crizz. Ils sortent plusieurs chansons, la plus connue étant Senhorita, extrait de la compilation Humbatuque Clube. Le groupe est nommé « révélation » au Prêmio Multishow en 2005.

### PROva Cabal(2006)

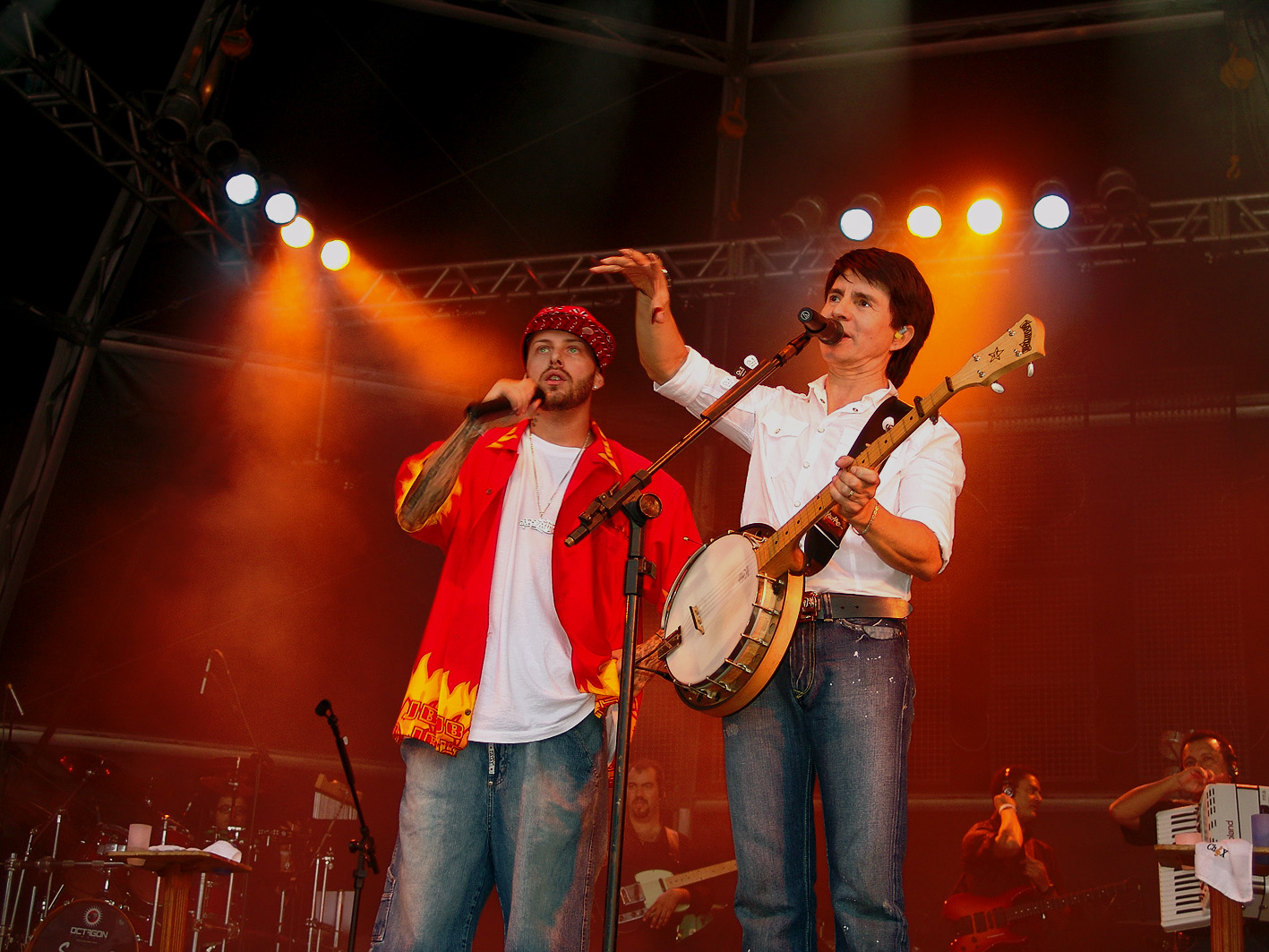
C4bal et Chitãozinho e Xororó chantant Vida Marvada.

En 2006, C4bal publie son premier album solo commercial, intitulé PROva Cabal, qui comprend 14 pistes,. Le grand public est habitué au hip-hop qui traite de thèmes sociaux, mais dans son album, Cabal mise davantage sur l’aspect dansant du genre. Des samples de musique brésilienne sont utilisés, copiés et répétés, permettant à Erasmo et Roberto de participer sur le morceau Viver Bem, et Gilliard au chant sur Momentos (4 de Abril). Participent aussi Zé Gonzales, DJ Nuts, Mr. Bomba et DJ Cia (pt). Helião et Negra Li jouent sur Representa, Rhossi sur Org e Progresso, Leilah Moreno, Rappin' Hood et Primo Preto sur Mexe seu Corpo.
Peu de temps après, toujours en 2006, il participe à la chanson Vida Marvada du duo Chitãozinho e Xororó.

### AC/DC(2007–2010)

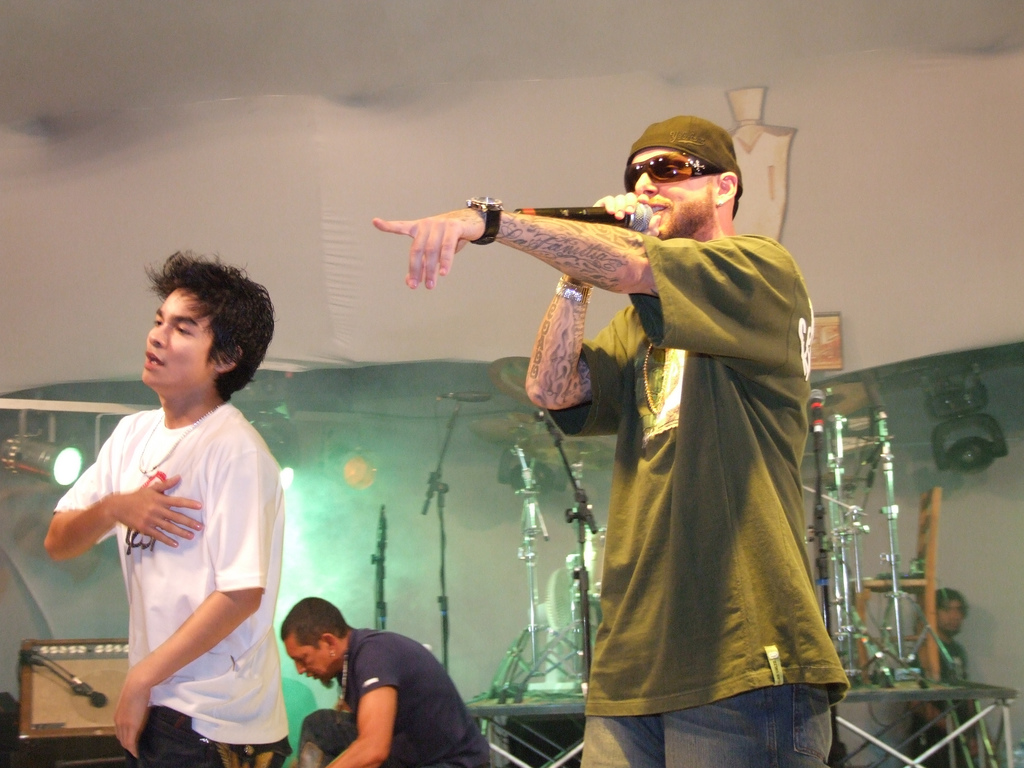
Cabal et Yudi Tamashiro en concert en 2008.

En 2007, Cabal commence à travailler sur un nouvel album intitulé AC/DC - qui, contrairement à ce que beaucoup pensent, ne se réfère pas au groupe de rock homonyme, mais plutôt au Antes de Cabal, e depois de Cabal (litt. : L'avant Cabal et l'après Cabal). Toujours en 2007, le rappeur fait la couverture de l'édition spéciale de Noël de Pocket Magazine,,. Durant la même année, avec l'intention de recueillir des fonds pour l'association Casa Hope qui vient en aide aux enfants et adolescents atteints d'un cancer, Cabal et 23 autres artistes posent pour des photos sensuelles. 
En 2009, il refuse de participer à l'émission A Fazenda 2, pour assister à la naissance de sa fille. Cabal devient présentateur sur TV PapoLog, qui se concentre sur la musique brésilienne. En novembre 2010, Cabal change son nom en C4bal. Dans le cadre de la sortie de son album, il poste quelques chansons sur son Myspace et sur le site Web de son label. Il visite également les États-Unis, pays de son enfance. L'album, qui comporte plusieurs singles, est publié le 4 août 2010.

### Polémiques (2011–2013)
En 2011, « C4bal entre en guerre sous forme de chansons », avec les rappeurs Emicida et MC Marechal, ainsi qu'au duo Bonde da Stronda sur sa chaîne YouTube. En 2013, l'artiste ne donne plus de signe d'activité.

## Discographie

### Albums studio
- 2004 : PROfissional
- 2006 : PROva Cabal
- 2009 : Operação Hércules
- 2010 : AC/DC

### Singles
- 2005 : Senhorita (avec Lino Krizz et DJ Hum)
- 2006 : Prova pro povo
- 2006 : Mexa seu corpo (part. Leilah Moreno)
- 2007 : Quem vai?
- 2008 : Cinderela (feat. Oscar Tintel)
- 2009 : Não Pare
- 2010 : Até o chão
- 2010 : Linda garota
- 2012 : Seu montro (feat. Origame, Prodigio, Guzzy et Wzy)

## Distinctions
- 2004 : Prix Hutúz dans la catégorie « révélation »[24] ;
- 2005 : Prix Multishow dans la catégorie « révélation ».